# Asarum chatienshanianum
Asarum chatienshanianum är en piprankeväxtart som beskrevs av C.T.Lu & J.C.Wang. Asarum chatienshanianum ingår i släktet hasselörter, och familjen piprankeväxter. Inga underarter finns listade i Catalogue of Life.